# Earth Surface Processes and Landforms
Earth Surface Processes and Landforms is een internationaal, aan collegiale toetsing onderworpen wetenschappelijk tijdschrift op het gebied van de
aardwetenschappen.
De naam wordt in literatuurverwijzingen meestal afgekort tot Earth Surf. Proc. Land.
Het wordt uitgegeven door John Wiley & Sons en verschijnt 14 keer per jaar.
Het eerste nummer verscheen in 1976.